# 31 marca
31 marca jest 90. (w latach przestępnych 91.) dniem w kalendarzu gregoriańskim. Do końca roku pozostaje 275 dni.

## Święta
- Imieniny obchodzą: Achacjusz, Achacy, Amos, Balbina, Beniamin, Bonawentura, Dobromiera, Dobromira, Gwido, Gwidon, Joanna, Kornelia i Myślidar.
- Autonomia Palestyńska – Święto Ziemi
- Malta – Święto Wolności
- Międzynarodowe – Międzynarodowy Dzień Widoczności Osób Transpłciowych[1]
- Wspomnienia i święta w Kościele katolickim obchodzą[2][3]:
  - św. Achacjusz z Melitene, biskup
  - św. Balbina Rzymska, męczennica
  - św. Beniamin, diakon i męczennik († 424)

## Wydarzenia w Polsce
- 1241 – I najazd mongolski na Polskę: wycofujące się wojska mongolskie spaliły Kraków. Ocalał tylko murowany kościół św. Andrzeja i Wawel. Zginęło ok. 3 tys. osób.
- 1366 – Lanckorona uzyskała prawa miejskie.
- 1500 – Poświęcono Sanktuarium Maryjne w Gietrzwałdzie.
- 1538 – W katedrze wileńskiej został pochowany biskup wileński i poznański Jan z Książąt Litewskich.
- 1590 – Pożar strawił doszczętnie zabudowę Skwierzyny.
- 1612 – Jan Wojciech Borek i Jan Chrościejewski z władz miejskich Poznania opracowali pierwszy w historii polskiej medycyny statut o bezpłatnym leczeniu ubogich chorych.
- 1619 – Król Zygmunt III Waza odnowił przywileje miasta Bledzewa.
- 1831 – Powstanie listopadowe: stoczono bitwy pod Wawrem i pod Dębem Wielkim.
- 1895 – Otwarto nowe ujście Wisły.
- 1909 – W Poznaniu otwarto Dom handlowy Haase & Co.
- 1912 – Rozegrano pierwszy mecz na stadionie Cracovii w Krakowie.
- 1924 – Początek strajku 150 tysięcy górników z Zagłębia i Górnego Śląska.
- 1937 – Minister spraw wewnętrznych Felicjan Sławoj Składkowski rozwiązał zdominowaną przez lewicę Radę Miejską Łodzi.
- 1938 – Rząd Bułgarii zakupił 42 samoloty rozpoznawczo-bojowe PZL.43 Czajka.
- 1939 – Wincenty Witos powrócił do kraju z emigracji politycznej w Czechosłowacji.
- 1941 – Niemcy utworzyli w Kielcach getto żydowskie.
- 1944:
  - Oddział UPA zamordował 76 polskich mieszkańców w miejscowości Ostrów, położonej w powiecie sokalskim województwa lwowskiego.
  - W swoim biurze w Warszawie został zastrzelony przez żołnierzy AK płk Mychajło Pohotowko, szef warszawskiego oddziału Ukraińskiego Komitetu Centralnego. Podczas akcji zginęło też kilku innych działaczy ukraińskich.
- 1945:
  - Armia Czerwona zajęła Racibórz.
  - Wincenty Witos został aresztowany na 5 dni przez Rosjan w celu nakłonienia go do współpracy z Krajową Radą Narodową.
- 1955 – Prof. Wiktor Bross przeprowadził w II Klinice Chirurgii we Wrocławiu pierwszą w Polsce komisurotomię mitralną palcem nieuzbrojonym w uśpieniu dotchawicznym według pomysłu Antoniego Arońskiego.
- 1965 – Prof. Wiktor Bross przeprowadził pierwszą w Polsce próbę transplantacji nerki pobranej ze zwłok.
- 1970 – Założono Muzeum Historyczne Miasta Gdańska.
- 1989 – Premiera komedii filmowej Piłkarski poker w reżyserii Janusza Zaorskiego.
- 1993 – Wystartował kanał satelitarny TVP Polonia.
- 1998 – Polska rozpoczęła negocjacje akcesyjne z Unią Europejską.
- 1999 – 5 gangsterów zginęło w strzelaninie w restauracji „Gama” w Warszawie.
- 2000:
  - Premiera komedii filmowej Operacja Koza w reżyserii Konrada Szołajskiego.
  - Wprowadzono nowe tablice rejestracyjne.
- 2008 – Zakończył się proces zabójców Krzysztofa Olewnika.
- 2009:
  - Cała czteroosobowa załoga zginęła w katastrofie należącego do Brygady Lotnictwa Marynarki Wojennej samolotu An-28 Bryza-2RF na lotnisku wojskowym w Gdyni-Babich Dołach.
  - Weszła w życie ustawa o upadłości konsumenckiej.
- 2010 – Andrzej Seremet został prokuratorem generalnym.
- 2014 – Zamknięto ostatnią w Europie regularną linię (Wolsztyn-Leszno) zwykłego ruchu pasażerskiego obsługiwaną przez parowozy.

## Wydarzenia na świecie

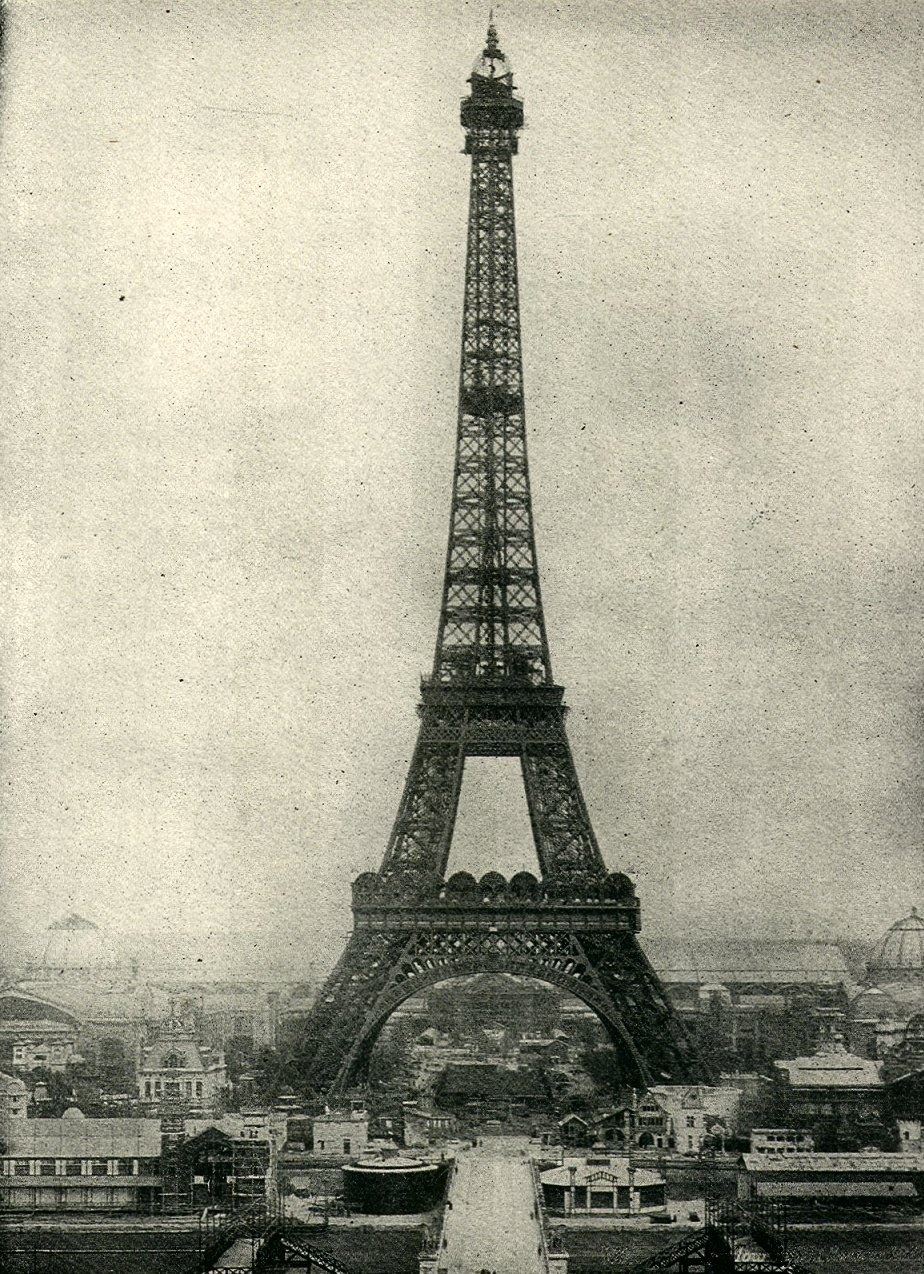
Wieża Eiffla na fotografii z 1890 roku

- 307 – Cesarz rzymski Konstantyn I Wielki ożenił się z Faustą, córką byłego cesarza Maksymiana.
- 1078 – Abdykował cesarz bizantyński Michał VII Dukas. Jego następcą został Nicefor III Botaniates.
- 1084 – Antypapież Klemens III koronował Henryka IV Salickiego na cesarza rzymsko-niemieckiego.
- 1146 – Działający na polecenie papieża Eugeniusza III francuski filozof i teolog Bernard z Clairvaux wygłosił w Vézelay kazanie wzywające do II krucjaty, które spotkało się z ogromnym odzewem w zachodniej Europie.
- 1261 – Po klęsce wojsk węgierskich w bitwie pod Kressenbrunn w lipcu poprzedniego roku podpisano w Wiedniu czesko-węgierski traktat pokojowy, na mocy którego król Węgier Bela IV odstąpił na rzecz Przemysła Ottokara II uzyskaną po wygaśnięciu Babenbergów Styrię. Jednocześnie postanowiono o zawarciu małżeństwa czeskiego króla z Kunegundą, wnuczką Beli.
- 1387 – Zygmunt Luksemburski został królem Węgier i Chorwacji.
- 1492 – Monarchowie Kastylii i Aragonii Izabela I Katolicka i Ferdynand II Katolicki nakazali Żydom przejście na katolicyzm pod groźbą wydalenia z kraju.
- 1495 – W Wenecji zawiązano ligę antyfrancuską z udziałem papieża, Mediolanu, Republiki Weneckiej, Maksymiliana I Habsburga i Hiszpanii.
- 1528 – Założono miasto San Cristóbal de las Casas w Meksyku.
- 1547 – Henryk II Walezjusz został królem Francji.
- 1563 – Założono miasto Lagos de Moreno w Meksyku.
- 1621 – Filip IV Habsburg został królem Hiszpanii i jako Filip III Portugalii.
- 1644 – Został zawarty niekorzystny dla papieża Urbana VIII pokój przywracający „status quo ante bellum”, kończący wojnę wywołaną próbą aneksji za długi Księstwa Castro przez Państwo Kościelne.
- 1671 – W stoczni w Portsmouth zwodowano trzypokładowy okręt liniowy I rangi HMS „Royal James”.
- 1732 – Papież Klemens XII zatwierdził Zakon Libańskich Maronitów.
- 1745 – W Wersalu odbyła się premiera baletu komicznego Platea z muzyką Jeana-Philippe’a Rameau i librettem Adriena-Louisa de Valois d’Orville’a.
- 1800 – Zwycięstwo eskadry Royal Navy w starciu z dużym okrętem liniowym „Guillaume Tell” marynarki francuskiej, usiłującym pod osłoną nocy przebić się przez brytyjskie oblężenie Malty.
- 1807:
  - William Cavendish-Bentinck został po raz drugi premierem Wielkiej Brytanii.
  - Zwycięstwo wojsk egipskich nad brytyjskimi w bitwie pod Rosettą.
- 1814 – Wojska VI koalicji antyfrancuskiej zdobyły Paryż.
- 1821 – Została zniesiona inkwizycja portugalska.
- 1822 – Wojna o niepodległość Grecji: wojska tureckie rozpoczęły rzeź 20 tys. greckich mieszkańców wyspy Chios.
- 1829 – Francesco Saverio Castiglioni został wybrany na papieża i przybrał imię Pius VIII.
- 1846 – Barthélémy de Theux de Meylandt został po raz drugi premierem Belgii.
- 1854 – Podpisano japońsko-amerykański traktat z Kanagawy, otwierający porty Shimoda i Hakodate dla amerykańskich statków handlowych.
- 1856 – Niemiecki astronom Hermann Goldschmidt odkrył planetoidę (40) Harmonia.
- 1866 – Wojna Chile i Peru z Hiszpanią: flota hiszpańska zbombardowała chilijski port Valparaíso.
- 1874 – Papież Pius IX utworzył Metropolię Melbourne.
- 1879 – W Wenezueli została wprowadzona nowa waluta narodowa – boliwar.
- 1885 – Brytyjczycy ustanowili protektorat nad Beczuaną (dzisiejsza Botswana).
- 1889 – Otwarto Wieżę Eiffla w Paryżu.
- 1891 – Francuski astronom Alphonse Borelly odkrył planetoidę (308) Polyxo.
- 1894 – Brytyjski statek pasażerski RMS „Lucania” zdobył Błękitną Wstęgę Atlantyku.
- 1896 – Tirésias Simon-Sam został prezydentem Haiti.
- 1899:
  - Francuski astronom Jérôme Eugène Coggia odkrył planetoidę (444) Gyptis.
  - W stolicy Jamajki Kingston wyjechał na trasę pierwszy tramwaj elektryczny.
- 1900 – Założono węgierski klub sportowy Budapesti AK.
- 1901 – W Pradze odbyła się premiera opery Rusałka Antonína Dvořáka.
- 1903 – Według relacji świadków nowozelandzki konstruktor Richard Pearse odbył lot maszyną z napędem cięższą od powietrza (około 8 miesięcy przed braćmi Wright).
- 1905 – Cesarz Niemiec Wilhelm II Hohenzollern wpłynął swym jachtem do portu Tanger w Maroku, gdzie spotkał się z sułtanem Abd al-Azizem IV i poparł dążenia do niepodległości kraju, co doprowadziło do francusko-niemieckiego konfliktu dyplomatycznego.
- 1909:
  - Serbia uznała aneksję Bośni i Hercegowiny przez Austro-Węgry.
  - W stoczni w Belfaście rozpoczęto budowę „Titanica”.
- 1910 – Oddano do użytku wąskotorową linię kolejową łącząca chińską prowincję Junnan z wietnamskim Tonkinem.
- 1917 – Dania oficjalnie przekazała USA dzisiejsze Wyspy Dziewicze Stanów Zjednoczonych, sprzedane 17 stycznia za 25 mln dolarów.
- 1918 – W Baku wojska bolszewickie rozpoczęły rzeź 12 tysięcy Azerów.
- 1921:
  - Powstała Abchaska SRR.
  - Sformowano Królewskie Australijskie Siły Powietrzne (RAAF).
- 1924 – Założono brytyjskie linie lotnicze Imperial Airways.
- 1930 – Wszedł w życie Kodeks Haysa (ang. United States Motion Picture Production Code of 1930), który narzucał ścisłe wytyczne co do traktowania scen dotyczących seksu, zbrodni, religii i przemocy w filmach amerykańskich. Kodeks ten obowiązywał wytwórnie filmowe w USA przez następne 40 lat.
- 1931:
  - Około 2 tys. osób zginęło w trzęsieniu ziemi, które nawiedziło stolicę Nikaragui, Managuę.
  - Założono brytyjską wytwórnię płytową EMI.
- 1933 – W USA utworzono Cywilny Korpus Ochrony Przyrody (CCC).
- 1934 – Ukazał się ostatni numer wydawanego od 1721 roku liberalnego niemieckiego dziennika „Vossische Zeitung”.
- 1936 – II wojna włosko-abisyńska: zwycięstwo wojsk włoskich w bitwie pod Majczeu.
- 1939:
  - Francja i Wielka Brytania udzieliły Polsce gwarancji bezpieczeństwa.
  - Włochy i San Marino zawarły układ o przyjaźni, dobrym sąsiedztwie i handlu.
- 1940:
  - Karelska ASRR została przekształcona w Karelo-Fińską SRR.
  - Raszid Ali al-Kilani został po raz drugi premierem Iraku.
- 1941 – II wojna światowa w Afryce: ruszyło natarcie wojsk niemiecko-włoskich w północnej Afryce.
- 1942:
  - Wojna na Pacyfiku: Japończycy zajęli Wyspę Bożego Narodzenia.
  - Rozpoczął się rajd na Ocean Indyjski.
- 1943 – Na Broadwayu odbyła się premiera musicalu Oklahoma! z muzyką Richarda Rodgersa i librettem Oscara Hammersteina II.
- 1946:
  - Achille Van Acker został po raz drugi premierem Belgii.
  - Koalicja rojalistyczna wygrała wybory powszechne w Grecji.
- 1948 – Duński parlament przyjął tzw. Zasadę Samostanowienia, ustanawiającą status Wysp Owczych jako terytorium zależnego w obrębie Królestwa Danii.
- 1949 – Nowa Fundlandia została przyłączona do Konfederacji Kanady.
- 1951 – Podpisano umowę na dostarczenie przez firmę Remington Rand pierwszego na świecie elektronicznego komputera ogólnego przeznaczenia UNIVAC I dla United States Census Bureau.
- 1958:
  - Na Oceanie Indyjskim wybuchł pożar na norweskim statku pasażerskim MS „Skaubryn”. Ponad 1300 członków załogi i pasażerów (spośród których jeden zmarł na zawał serca) ewakuowało się na szalupach, skąd zostali podjęci przez statek towarowy Polskich Linii Oceanicznych MS „Malgorzata Fornalska”, a następnie przekazani na pokład statku pasażerskiego SS „City of Sydney”.
  - Progresywno-Konserwatywna Partia Kanady premiera Johna Diefenbakera wygrała wybory federalne.
- 1959:
  - XIV Dalajlama Tenzin Gjaco, zmuszony do ucieczki z Tybetu przekroczył granicę Indii, gdzie otrzymał azyl polityczny.
  - Oficjalnie zakończyła swą działalność Narodowa Organizacja Cypryjskich Bojowników (EOKA) – nacjonalistyczna organizacja narodowowyzwoleńcza Greków cypryjskich, walcząca z władzą brytyjską na Cyprze oraz o jego wcielenie do Grecji (enosis).
- 1960 – Premiera amerykańskiej komedii filmowej Nie jedzcie stokrotek w reżyserii Charlesa Waltersa.
- 1963 – Prezydent Gwatemali gen. Miguel Ydígoras Fuentes został obalony przez ministra obrony płka Enrique Peraltę, który zajął jego miejsce.
- 1964 – W wojskowym zamachu stanu w Brazylii został obalony prezydent João Goulart (31 marca-1 kwietnia).
- 1965 – 50 spośród 53 osób na pokładzie zginęło w katastrofie na morzu lecącego z hiszpańskiej Malagi do marokańskiego Tangeru Convaira CV-440, należącego do hiszpańskich linii Iberia.
- 1966:
  - Oficjalnie zakazano stosowania japońskich jednostek miary (system metryczny wprowadzono w 1924 roku).
  - Została wystrzelona radziecka sonda Łuna 10, pierwszy sztuczny satelita Księżyca.
- 1967 – Podczas występu w Finsbury Park Astoria Theatre w Londynie Jimmy Hendrix po raz pierwszy podpalił swoją gitarę.
- 1968:
  - 153 górników zginęło w wyniku eksplozji w kopalni węgla kamiennego w Barroterán w stanie Coahuila w północnym Meksyku.
  - Prezydent USA Lyndon B. Johnson oznajmił, że nie będzie się ubiegał o drugą pełną kadencję.
  - W USA ukazała się powieść Kurta Vonneguta Rzeźnia numer pięć.
- 1969 – Odbył się pogrzeb byłego prezydenta USA Dwighta Eisenhowera.
- 1970:
  - 9 terrorystów z Japońskiej Czerwonej Armii uprowadziło do Korei Północnej samolot pasażerski lecący z Tokio do Fukuoki.
  - Spłonął w atmosferze Explorer 1, pierwszy amerykański sztuczny satelita Ziemi.
  - Zachodnioniemiecki ambasador w Gwatemali Karl von Spreti został porwany i zamordowany 5 dni później przez komunistycznych partyzantów z organizacji Fuerzas Armadas Rebeldes (FAR).
- 1971:
  - Japoński seryjny morderca i gwałciel Kiyoshi Ōkubo zamordował pierwszą z 8 swoich ofiar.
  - Koło Ługańska (Woroszyłowgradu) rozbił się lecący z Samary (Kujbyszewa) do Odessy należący do Aerofłotu An-10, w wyniku czego zginęło wszystkich 65 osób na pokładzie.
  - Porucznik William Calley został skazany na karę dożywotniego pozbawienia wolności za zabójstwo z premedytacją 22 osób w czasie masakry w wietnamskiej wiosce Mỹ Lai w 1968 roku.
- 1972 – W katastrofie bombowca strategicznego B-52 Stratofortress w Orlando na Florydzie zginęło 7 członków załogi i jedna osoba na ziemi.
- 1974 – Z połączenia British Overseas Airways Corporation i British European Airways powstały British Airways.
- 1975 – Süleyman Demirel został po raz drugi premierem Turcji.
- 1976 – Otwarto Port lotniczy Manaus w brazylijskim stanie Amazonas.
- 1979:
  - Ostatni żołnierze brytyjscy opuścili Maltę.
  - W Jerozolimie odbył się 24. Konkurs Piosenki Eurowizji.
- 1981 – Odbyła się 53. ceremonia wręczenia Oscarów.
- 1983 – Około 5 tys. osób zginęło w wyniku trzęsienia ziemi i tsunami w kolumbijskim departamencie Nariño nad Pacyfikiem.
- 1985 – W Nowym Jorku odbyła się pierwsza WrestleMania.
- 1986 – 166 osób zginęło w katastrofie Boeinga 727 linii Mexicana w meksykańskim mieście Maravatío.
- 1987 – Wyniesiono na orbitę drugi moduł stacji kosmicznej Mir.
- 1990 – Została założona Komunistyczna Partia Czech i Moraw (KSČM).
- 1991:
  - Gruzini opowiedzieli się w referendum za niepodległością swojego państwa.
  - Rozwiązano struktury wojskowe Układu Warszawskiego.
  - Serbowie zajęli budynek dyrekcji Parku Narodowego Jezior Plitwickich. Był to początek konfliktu między Chorwacją i Serbią, wchodzącymi w skład Jugosławii.
  - W Albanii odbyły się pierwsze po II wojnie światowej wielopartyjne wybory.
- 1992:
  - 19 republik autonomicznych podpisało w Moskwie układ o federacji z Rosją. Umowy nie podpisały Czeczenia i Tatarstan.
  - Wycofano ze służby ostatni amerykański pancernik USS „Missouri”.
- 1995 – 60 osób zginęło w Rumunii w katastrofie należącego do linii TAROM Airbusa A310-324.
- 1999 – Premiera filmu science fiction Matrix w reżyserii Larry’ego i Andy’ego Wachowskich.
- 2001 – Abd al-Kadir Badżammal został premierem Jemenu.
- 2002:
  - 15 osób zginęło, a 40 zostało rannych w palestyńskim zamachu samobójczym w restauracji w Hajfie.
  - Na Ukrainie odbyły się wybory parlamentarne.
- 2004 – W irackiej Al-Falludży 4 pracowników amerykańskiego przedsiębiorstwa z branży ochroniarskiej Blackwater zostało zamordowanych przez rebeliantów, po czym ich ciała podpalono i powieszono na moście nad Eufratem.
- 2005 – W związku z chorobą Rainiera III jego syn Albert II przejął obowiązki księcia Monako.
- 2008 – Zbankrutowały hawajskie linie lotnicze Aloha Airlines.
- 2010 – W samobójczym, podwójnym zamachu bombowym w mieście Kizlar w Dagestanie zginęło 12 osób, a 18 zostało rannych.
- 2012 – Prezydent Mauritiusa Anerood Jugnauth ustąpił ze stanowiska. P.o. prezydenta została wiceprezydent Monique Ohsan-Bellepeau.
- 2014 – Manuel Valls został premierem Francji.
- 2019 – W drugiej turze wyborów prezydenckich na Słowacji Zuzana Čaputová pokonała Maroša Šefčoviča.

## Urodzili się
- 250 – Konstancjusz I Chlorus, cesarz rzymski (zm. 306)
- 1360 – Filipa Lancaster, królowa Portugalii (zm. 1415)
- 1425 – Bianka Maria Visconti, księżniczka Mediolanu (zm. 1468)
- 1499 – Pius IV, papież (zm. 1565)
- 1504 – Guru Lehna Agad, drugi guru sikhizmu (zm. 1552)
- 1519 – Henryk II Walezjusz, król Francji (zm. 1559)
- 1536 – Yoshiteru Ashikaga, japoński siogun (zm. 1556)
- 1537 – (lub 7/8 kwietnia)  Stanisław Sokołowski, polski duchowny katolicki, kaznodzieja, pisarz teologiczny, profesor Akademii Krakowskiej (zm. 1593)
- 1571 – Pietro Aldobrandini, włoski kardynał (zm. 1621)
- 1576 – Luiza Julianna, orańska księżniczka, elektorowa Palatynatu Reńskiego (zm. 1644)
- 1580 – Bogusław XIV, książę pomorski, duchowny katolicki, biskup kamieński (zm. 1637)
- 1582 – Zofia Hohenzollern, księżniczka pruska, księżna Kurlandii i Semigalii (zm. 1610)
- 1596 – Kartezjusz, francuski matematyk, filozof (zm. 1650)
- 1621 – Andrew Marvell, angielski poeta, polityk (zm. 1678)
- 1635 – Patrick Gordon, szkocki oficer wojsk polskich i szwedzkich, generał i kontradmirał wojsk rosyjskich, pamiętnikarz (zm. 1699)
- 1651 – Karol II Wittelsbach, elektor Palatynatu Reńskiego (zm. 1685)
- 1654 – Lorenzo Cozza, włoski duchowny katolicki, generał zakonu franciszkanów, kardynał (zm. 1729)
- 1656 – Giovanni Battista Bussi, włoski duchowny katolicki, biskup Ankony i Numany, nuncjusz apostolski, kardynał (zm. 1726)
- 1675:
  - Benedykt XIV, papież (zm. 1758)
  - Pilipas Ruigys, litewski duchowny luterański, filolog, filozof, tłumacz (zm. 1749)
- 1685 – Johann Sebastian Bach, niemiecki kompozytor, organista (zm. 1750)
- 1712 – Anders Johan von Höpken, szwedzki hrabia, ekonomista, prawnik, polityk, dyplomata (zm. 1789)
- 1713 – Antoni Kazimierz Ostrowski, polski duchowny katolicki, arcybiskup gnieźnieński i prymas Polski (zm. 1784)
- 1718 – Marianna Wiktoria Burbon, księżniczka hiszpańska, królowa i regentka Portugalii (zm. 1781)
- 1723 – Fryderyk V Oldenburg, król Danii i Norwegii (zm. 1766)
- 1730 – Étienne Bézout, francuski matematyk (zm. 1783)
- 1732 – Joseph Haydn, austriacki kompozytor (zm. 1809)
- 1739 – Józef Kleofas Wojciech Górski, polski duchowny katolicki, biskup kielecki (zm. 1818)
- 1743 – Józef Kajetan Skrzetuski, polski pijar, pedagog, historyk, publicysta, prozaik, poeta, tłumacz (zm. 1806)
- 1747 – Johann Abraham Peter Schulz, niemiecki kompozytor, dyrygent (zm. 1800)
- 1778 – Coenraad Jacob Temminck, holenderski arystokrata, zoolog (zm. 1858)
- 1786 – Louis Vicat, francuski inżynier, wynalazca cementu portlandzkiego (zm. 1861)
- 1787 – Rama III, król Syjamu (zm. 1851)
- 1791 – (data chrztu) Franciszek Mirecki, polski kompozytor, pianista, pedagog (zm. 1862)
- 1792 – Franciszek Gajewski, polski pułkownik, uczestnik powstania listopadowego (zm. 1868)
- 1796:
  - Philippe Buchez, francuski polityk, historyk, socjolog (zm. 1865)
  - Hermann Hupfeld, niemiecki teolog ewangelicki, orientalista (zm. 1866)
- 1798 – Jakub Tatarkiewicz, polski rzeźbiarz (zm. 1854)
- 1800 – Józef Sękowski, polski orientalista, poeta (zm. 1858)
- 1803 – Leopold Schulz-Strasznicki, austriacki matematyk, wykładowca akademicki (zm. 1852)
- 1806 – John P. Hale, amerykański prawnik, abolicjonista, polityk, senator (zm. 1873)
- 1809 – (19 marca według kal. jul.) Nikołaj Gogol, rosyjski prozaik, poeta, dramaturg, publicysta (zm. 1852)
- 1811:
  - Robert Bunsen, niemiecki fizyk, chemik, wykładowca akademicki (zm. 1899)
  - Józef Tous y Soler, hiszpański kapucyn, błogosławiony (zm. 1871)
- 1813 – Félix María Zuloaga, meksykański generał, polityk, prezydent Meksyku (zm. 1898)
- 1820 – Cesare Fedele Abbati, włoski duchowny katolicki, biskup santoryński i chioski (zm. 1915)
- 1821 – Fritz Müller, niemiecki biolog (zm. 1897)
- 1824 – William Morris Hunt, amerykański malarz (zm. 1879)
- 1831 – Archibald Scott Couper, szkocki chemik (zm. 1892)
- 1833 – Antoni Wilhelm Radziwiłł, polski ziemianin, generał pruski (zm. 1904)
- 1834 – Natko Nodilo, chorwacki historyk, wykładowca akademicki, polityk (zm. 1912)
- 1838 – Léon Dierx, francuski poeta (zm. 1912)
- 1843 – Kristian Zahrtmann, duński malarz (zm. 1917)
- 1844:
  - Oskar Boettger, niemiecki zoolog, paleontolog (zm. 1910)
  - Andrew Lang, szkocki prozaik, poeta, krytyk literacki (zm. 1912)
- 1847 – James Henry Emerton, amerykański arachnolog (zm. 1931)
- 1850 – Charles Walcott, amerykański paleontolog, geolog (zm. 1927)
- 1851 – Francis Bell, nowozelandzki polityk, premier Nowej Zelandii (zm. 1936)
- 1853 – Alicja Nowińska, polska malarka, pedagog (zm. 1908)
- 1859 – Albert Hoffa, niemiecki chirurg, ortopeda (zm. 1907)
- 1862 – Claude Swanson, amerykański prawnik, polityk, senator (zm. 1939)
- 1866 – Stanisław Sawiczewski, polski malarz, ilustrator (zm. 1943)
- 1870:
  - James M. Cox, amerykański polityk, dziennikarz, wydawca (zm. 1957)
  - Hermann Zingerle, austriacki neurolog, psychiatra (zm. 1935)
- 1872:
  - Siergiej Diagilew, rosyjski impresario baletowy (zm. 1929)
  - Arthur Griffith, irlandzki działacz narodowy, polityk, prezydent Irlandii (zm. 1922)
- 1873 – Mykoła Michnowśkyj, ukraiński prawnik, socjalista (zm. 1924)
- 1882:
  - Korniej Czukowski, rosyjski pisarz, krytyk, teoretyk i historyk literatury, tłumacz (zm. 1969)
  - Fritzi Massary, austriacko-amerykańska śpiewaczka operowa (sopran), aktorka (zm. 1969)
- 1884 – Henri Queuille, francuski polityk, premier Francji (zm. 1970)
- 1885 – Jules Pascin, bułgarski malarz, grafik pochodzenia żydowskiego (zm. 1930)
- 1886 – Tadeusz Kotarbiński, polski filozof, logik, poeta, etyk, prakseolog, wykładowca akademicki (zm. 1981)
- 1887:
  - Amadeo García, hiszpański trener piłkarski (zm. 1947)
  - Umberto Zanolini, włoski gimnastyk (zm. 1973)
- 1890:
  - Benjamin Adams, amerykański lekkoatleta, skoczek wzwyż i w dal (zm. 1961)
  - William Lawrence Bragg, australijski fizyk, laureat Nagrody Nobla (zm. 1971)
  - Kazimierz Chodynicki, polski historyk, wykładowca akademicki (zm. 1942)
- 1891:
  - Ester Blenda Nordström, szwedzka dziennikarka, pisarka, naukowiec (zm. 1948)
  - Ion Pilat, rumuński poeta (zm. 1945)
- 1892:
  - Stanisław Maczek, polski generał broni pochodzenia chorwackiego (zm. 1994)
  - Primo Magnani, włoski kolarz torowy i szosowy (zm. 1969)
- 1893:
  - Clemens Krauss, austriacki kompozytor, dyrygent (zm. 1954)
  - Jerzy Kuncewicz, polski prawnik, prozaik, eseista (zm. 1984)
  - Alfredo Pezzana, włoski szermierz (zm. 1986)
- 1894 – Antonín Hojer, czechosłowacki piłkarz (zm. 1964)
- 1895:
  - Raphael Kurzrok, austriacko-amerykański ginekolog-położnik (zm. 1961)
  - Stanisław Mickaniewski, polski major lekarz (zm. 1939)
  - Joe Starnes, amerykański polityk (zm. 1962)
- 1896 – Wanda Melcer, polska pisarka (zm. 1972)
- 1897:
  - Stanisław Bytnar, polski legionista, nauczyciel (zm. 1945)
  - Andrzej Rybicki, polski dramaturg, poeta, prozaik, tłumacz (zm. 1966)
- 1898
  - Walter Larysz, polski działacz narodowy, powstaniec śląski (zm. 1921)
  - Franciszek Twardowski, kapitan piechoty Wojska Polskiego, kawaler Orderu Virtuti Militari (zm. ?)
- 1899 – Albert Mayaud, francuski piłkarz wodny (zm. 1987)
- 1900:
  - Wincenty Gordon, polski historyk, działacz społeczny (zm. 1982)
  - John Lyons, amerykański hokeista (zm. 1971)
  - Lőrinc Szabó, węgierski poeta, tłumacz (zm. 1957)
  - Henryk Windsor, książę Gloucester, gubernator generalny Australii (zm. 1974)
- 1901:
  - Bolesław Skarżyński, polski lekarz, biochemik, wykładowca akademicki (zm. 1963)
  - Balbina Świtycz-Widacka, polska rzeźbiarka, poetka (zm. 1972)
- 1902:
  - Charles van Baar van Slangenburgh, holenderski piłkarz (zm. 1978)
  - Zbigniew Burzyński, polski pilot, baloniarz (zm. 1971)
- 1903:
  - Stefan Głowacki, polski urzędnik, żołnierz AK (zm. 1949)
  - Kurt Leucht, niemiecki zapaśnik (zm. 1974)
- 1904:
  - Tadeusz Janczyk, polski ekonomista, publicysta, polityk, poseł na Sejm PRL (zm. 1990)
  - Kławdij Subbotin, radziecki polityk (zm. 1980)
- 1905 – Robert Stevenson, brytyjski reżyser i scenarzysta filmowy (zm. 1986)
- 1906:
  - Marianne Frostig, amerykańska psycholog, terapeutka zajęciowa, wykładowczyni akademicka pochodzenia żydowskiego (zm. 1985)
  - Shin’ichirō Tomonaga, japoński fizyk, laureat Nagrody Nobla (zm. 1979)
  - Seif Wanly, egipski malarz (zm. 1979)
- 1907 – Eddie Quillan, amerykański aktor (zm. 1990)
- 1908:
  - Franz Dusika, austriacki kolarz torowy (zm. 1984)
  - Jerzy Gert, polski dyrygent, kompozytor (zm. 1968)
  - Bolesław Szcześniak, polski historyk emigracyjny (zm. 1996)
  - Florian Wichłacz, polski nauczyciel, działacz społeczny, polityk, poseł na Sejm PRL (zm. 1984)
- 1909:
  - Robert Brasillach, francuski poeta, dramaturg, prozaik, krytyk literacki, publicysta, tłumacz (zm. 1945)
  - Iwan Czeriewiczny, radziecki pilot polarny (zm. 1971)
  - Eugeniusz Wierzbicki, polski architekt (zm. 1991)
- 1910:
  - Józef Bujnowski, polski poeta, eseista, historyk literatury (zm. 2001)
  - Hans Nüsslein, niemiecki tenisista (zm. 1991)
  - Michał Odlanicki-Poczobutt, polski geodeta, wykładowca akademicki (zm. 2004)
- 1912 – Henryk Braun, polski lekkoatleta, długodystansowiec (zm. 2009)
- 1913 – Egon Naganowski, polski eseista, krytyk literacki, tłumacz (zm. 2000)
- 1914:
  - Michał Jakubik, polski generał pilot (zm. 1966)
  - Wincenty Kawalec, polski ekonomista, polityk, prezes GUS, minister pracy, płac i spraw socjalnych (zm. 1991)
  - Octavio Paz, meksykański poeta, eseista, krytyk literacki, dziennikarz, laureat Nagrody Nobla (zm. 1998)
- 1915:
  - Albert Hourani, brytyjski historyk, orientalista, wykładowca akademicki pochodzenia libańskiego (zm. 1993)
  - Wanda Klimowicz, polska pianistka, akompaniatorka, korepetytorka (zm. 2013)
- 1916 – Wolfgang Schall, niemiecki wojskowy, polityk, eurodeputowany (zm. 1997)
- 1917:
  - Dorothy DeLay, amerykańska skrzypaczka, pedagog (zm. 2002)
  - Maria Fijewska-Dobrzyńska, polska aktorka-lalkarka (zm. 2005)
  - Jan Wyżykowski, polski geolog (zm. 1974)
- 1918:
  - Reg Cumner, walijski piłkarz (zm. 1999)
  - Leon Kantorski, polski duchowny katolicki, publicysta (zm. 2010)
  - Ted Post, amerykański reżyser filmowy i telewizyjny (zm. 2013)
- 1919:
  - Stefán Hörður Grímsson, islandzki poeta, prozaik (zm. 2002)
  - Adam Zborowski, polski prawnik, działacz państwowy, wiceminister sprawiedliwości (zm. 1993)
- 1920:
  - Zdzisław Gierwatowski, polski piłkarz, trener, uczestnik powstania warszawskiego (zm. 2005)
  - Krystyna Nepomucka, polska pisarka (zm. 2015)
- 1921:
  - Lowell Fulson, amerykański gitarzysta bluesowy (zm. 1999)
  - Mieczysław Porębski, polski krytyk, teoretyk i historyk sztuki (zm. 2012)
  - Väinö Koskela, fiński lekkoatleta, długodystansowiec (zm. 2016)
- 1922:
  - Jadwiga Kucharska, polska etnograf, etnolog (zm. 1995)
  - Włodzimierz Marczak, polski prozaik, poeta pochodzenia ukraińskiego (zm. 2016)
  - János Mogyorósi-Klencs, węgierski gimnastyk (zm. 1997)
- 1923:
  - Don Barksdale, amerykański koszykarz (zm. 1993)
  - Shoshana Damari, izraelska piosenkarka (zm. 2003)
  - Julian Jabczyński, polski aktor (zm. 2008)
- 1924:
  - Peter Takaaki Hirayama, japoński duchowny katolicki, biskup Ōity (zm. 2023)
  - Bob Maitland, brytyjski kolarz szosowy (zm. 2010)
- 1925:
  - Jan Bobrowski, polski inżynier budownictwa, wykładowca akademicki (zm. 2014)
  - Adam Macura, polski elektrotechnik, matematyk, wykładowca akademicki (zm. 2015)
  - Zdzisław Zaczyk, polski śpiewak operowy (tenor) (zm. 2023)
- 1926:
  - Olle Boström, szwedzki łucznik sportowy (zm. 2010)
  - Sydney Chaplin, amerykański aktor (zm. 2009)
  - John Fowles, brytyjski pisarz (zm. 2005)
- 1927:
  - César Chávez, amerykański działacz związkowy pochodzenia meksykańskiego (zm. 1993)
  - William Daniels, amerykański aktor
  - Władimir Iljuszyn, rosyjski generał major lotnictwa (zm. 2010)
  - Eduardo Martínez Somalo, hiszpański duchowny katolicki, nuncjusz apostolski, kamerling, kardynał (zm. 2021)
- 1928:
  - André Fanton, francuski prawnik, polityk, eurodeputowany (zm. 2025)
  - Lefty Frizzell, amerykański piosenkarz country (zm. 1975)
  - Peter Henrici, szwajcarski duchowny katolicki, biskup Chur (zm. 2023)
  - Gordie Howe, kanadyjski hokeista (zm. 2016)
  - John J. Kepes, węgiersko-amerykański neurolog pochodzenia żydowskiego (zm. 2010)
  - John Lee, australijski aktor (zm. 2000)
- 1929:
  - Rudolf Mittag, wschodnioniemiecki generał porucznik Stasi (zm. 2012)
  - Wojciech Skibiński, polski aktor (zm. 2016)
  - Aleksiej Zwieriew, radziecki polityk (zm. 2021)
- 1930:
  - Julián Herranz Casado, hiszpański kardynał, wysoki urzędnik Kurii Rzymskiej
  - Olle Heyman, szwedzki żużlowiec (zm. 1993)
  - Ants Seiler, estoński kierowca wyścigowy (zm. 1968)
  - Jerzy Tepli, polski dziennikarz, publicysta, korespondent (zm. 2020)
- 1931:
  - Göran Printz-Påhlson, szwedzki literaturoznawca, poeta, krytyk literacki, tłumacz (zm. 2006)
  - Tamara Tyszkiewicz, radziecka lekkoatletka, kulomiotka (zm. 1997)
- 1932:
  - John Jakes, amerykański pisarz (zm. 2023)
  - Nagisa Ōshima, japoński reżyser filmowy (zm. 2013)
- 1933:
  - Jurij Breżniew, radziecki polityk (zm. 2013)
  - Nichita Stănescu, rumuński poeta, eseista (zm. 1983)
  - Boris Tatuszyn, rosyjski piłkarz, trener (zm. 1998)
- 1934:
  - Lester Carney, amerykański lekkoatleta, sprinter
  - Richard Chamberlain, amerykański aktor (zm. 2025)
  - Shirley Jones, amerykańska aktorka, piosenkarka
  - Grigorij Nielubow, radziecki pilot wojskowy, kosmonauta (zm. 1966)
  - Carlo Rubbia, włoski fizyk, laureat Nagrody Nobla
  - Britt Strandberg, szwedzka biegaczka narciarska
  - Kamala Das Suraiya, indyjska poetka, pisarka (zm. 2009)
- 1935:
  - Herb Alpert, amerykański trębacz, kompozytor, piosenkarz, producent muzyczny, malarz, rzeźbiarz
  - Bronisław Borowski, polski szermierz, trener (zm. 2020)
  - Adolf Derentowicz, polski inżynier budownictwa, pływak, piłkarz wodny (zm. 2007)
  - Bent Krog, duński piłkarz (zm. 2004)
- 1936:
  - Vladimír Koiš, czeski piłkarz
  - Jerzy Piechowski, polski pisarz, publicysta, tłumacz, kolekcjoner dzieł sztuki (zm. 2003)
- 1937:
  - Claude Allègre, francuski geochemik, wykładowca akademicki, polityk, minister edukacji narodowej, badań naukowych i technologii (zm. 2025)
  - Herbert Ninaus, austriacko-australijski piłkarz (zm. 2015)
- 1938:
  - Ahmet Ayık, turecki zapaśnik
  - Antje Gleichfeld, niemiecka lekkoatletka, sprinterka i biegaczka średniodystansowa
  - Benjamín Jiménez Hernández, meksykański duchowny katolicki, biskup Culiacán (zm. 2020)
  - Marek Piestrak, polski reżyser i scenarzysta filmowy
  - Manfred Poschenrieder, niemiecki żużlowiec
  - David Steel, szkocki polityk
  - Aleksandr Zbrujew, rosyjski aktor
- 1939:
  - Zwiad Gamsachurdia, gruziński pisarz, polityk, prezydent Gruzji (zm. 1993)
  - Israel Horovitz, amerykański dramaturg, scenarzysta filmowy pochodzenia żydowskiego (zm. 2020)
  - Volker Schlöndorff, niemiecki reżyser filmowy
  - Karl-Heinz Schnellinger, niemiecki piłkarz (zm. 2024)
  - Edward Spyrka, polski kompozytor
- 1940:
  - Piergiorgio Debernardi, włoski duchowny katolicki, biskup Pinerolo
  - Barney Frank, amerykański polityk
  - Yuriko Handa, japońska siatkarka
  - Gene Kotlarek, amerykański skoczek narciarski (zm. 2017)
  - Patrick Leahy, amerykański polityk, senator
- 1941:
  - Faith Leech, australijska pływaczka (zm. 2013)
  - Jerzy Motylewicz, polski historyk, wykładowca akademicki
- 1942:
  - Tadeusz Bazydło, polski generał dywizji
  - Maria Duławska, polska pisarka, publicystka, pedagog
  - Ulla Hoffmann, szwedzka polityk
- 1943:
  - Roy Andersson, szwedzki reżyser filmowy
  - Stanisław Kruszewski, polski inżynier, samorządowiec, burmistrz Józefowa (zm. 2020)
  - Christopher Walken, amerykański aktor, reżyser i producent filmowy, tancerz, piosenkarz
- 1944:
  - Bohdan Hreszczak, ukraiński piłkarz, trener (zm. 2023)
  - Angus King, amerykańska polityk, senator
  - Piotr Malinowski, ratownik tatrzański, taternik, alpinista (zm. 1995)
- 1945:
  - Alcindo, brazylijski piłkarz (zm. 2016)
  - Jacek Andrucki, polski aktor, reżyser teatralny (zm. 2012)
- 1946:
  - Mirosław Gronowski, polski reżyser i producent filmowy
  - Elżbieta Jaworowicz, polska dziennikarka telewizyjna
  - Fiorello Provera, włoski lekarz, polityk
  - Klaus Wolfermann, niemiecki lekkoatleta, oszczepnik (zm. 2024)
- 1947:
  - César Gaviria, kolumbijski polityk, prezydent Kolumbii
  - Elijjahu M. Goldratt, izraelski fizyk, wykładowca akademicki (zm. 2011)
  - Domenico Mogavero, włoski duchowny katolicki, biskup Mazara del Vallo
  - Luigi Padovese, włoski duchowny katolicki, biskup İskenderunu, przewodniczący episkopatu Turcji (zm. 2010)
- 1948:
  - Al Gore, amerykański polityk, wiceprezydent USA, laureat Pokojowej Nagrody Nobla
  - Harald Hervig, norweski zapaśnik
  - Rhea Perlman, amerykańska aktorka pochodzenia żydowskiego
  - Gustaaf Van Cauter, belgijski kolarz szosowy
  - Enrique Vila-Matas, hiszpański pisarz
  - Władimir Winokur,rosyjski aktor, komik
- 1949:
  - Tamara Crețulescu, rumuńska aktorka
  - Charles Johnson, amerykański koszykarz (zm. 2007)
  - Hans Lutz, niemiecki kolarz torowy i szosowy
  - Jorge Oñate, kolumbijski piosenkarz, kompozytor (zm. 2021)
  - Zoja Spasowchodska, rosyjska lekkoatletka, wieloboistka
- 1950:
  - András Adorján, węgierski szachista (zm. 2023)
  - Clay Borris, kanadyjski reżyser filmowy
  - Yoshifumi Kondō, japoński animator, reżyser filmów anime (zm. 1998)
  - Ryszard Mróz, polski aktor
  - Maria Nowak, polska polityk, poseł na Sejm RP
- 1951:
  - Simon Dickie, nowozelandzki wioślarz, sternik (zm. 2017)
  - Roman Jasiakiewicz, polski prawnik, samorządowiec, prezydent Bydgoszczy
  - Rolf Jobst, niemiecki wioślarz
  - Andrea Losco, włoski polityk, prezydent Kampanii, eurodeputowany
  - Alojzy Pietrzyk, polski związkowiec, polityk, poseł na Sejm RP
- 1952:
  - Mark DeSaulnier, amerykański polityk, kongresman
  - Dermot Morgan, irlandzki aktor komediowy (zm. 1998)
  - Paul-Heinz Wellmann, niemiecki lekkoatleta, średniodystansowiec
- 1953:
  - Andrzej Fidyk, polski reżyser i scenarzysta filmów dokumentalnych
  - Łeonid Klimow, ukraiński przedsiębiorca, polityk, działacz sportowy
  - Ryszard Seruga, polski kajakarz górski, przedsiębiorca, działacz sportowy
- 1954:
  - Scott Anderson, australijski żeglarz sportowy
  - Zbigniew Buski, polski prawnik, publicysta, menadżer kultury (zm. 2025)
  - Stanisław Curyło, polski piłkarz (zm. 2022)
  - Jan Kaja, polski ekonomista, wykładowca akademicki (zm. 2015)
  - Włodzimierz Marciniak, polski politolog, wykładowca akademicki, dyplomata
  - Blanka Paulů, czeska biegaczka narciarska
  - Józef Sienkiewicz, polski fizyk, wykładowca akademicki
- 1955:
  - Anna Finocchiaro, włoska prawnik, polityk
  - Jolanta Grusznic, polska aktorka
  - Zbigniew Kasprzak, polski rysownik komiksów
  - Svetozar Marović, serbski polityk, prezydent Serbii i Czarnogóry
  - Angus Young, australijski gitarzysta pochodzenia szkockiego, członek zespołu AC/DC
- 1956:
  - József Andrusch, węgierski piłkarz, bramkarz
  - Víctor Púa, urugwajski piłkarz, trener
- 1957:
  - Krzysztof Bień, polski aktor
  - Ronny Bruckner, belgijski przedsiębiorca pochodzenia żydowskiego (zm. 2013)
  - Patrick Forrester, amerykański pilot wojskowy, astronauta
  - Attila Janisch, węgierski reżyser i scenarzysta filmowy
- 1958:
  - Dave Coyne, brytyjski kierowca wyścigowy
  - Paul Ferguson, brytyjski perkusista, członek zespołu Killing Joke
  - Kuupik Kleist, grenlandzki polityk, premier Grenlandii
- 1959:
  - Antonio Ingroia, włoski prawnik, prokurator
  - Lin Cheng-sheng, tajwański reżyser i scenarzysta filmowy
  - Wojciech Lubiński, polski okulista
- 1960:
  - Ian McDonald, brytyjski pisarz science fiction
  - Hiroyuki Obata, japoński zapaśnik
  - Anna Paluch, polska geodetka, polityk, poseł na Sejm RP
  - José Roberto Silva Carvalho, brazylijski duchowny katolicki, biskup Caetité
- 1961:
  - Ron Brown, amerykański lekkoatleta, sprinter, futbolista
  - Manfred Deckert, niemiecki skoczek narciarski
  - Radomir Kovač, serbski watażka, zbrodniarz wojenny
  - Jewgienij Pigusow, rosyjski szachista
- 1962:
  - Mark Begich, amerykański polityk, senator
  - Stockton Rush, amerykański przedsiębiorca, inżynier, pilot (zm. 2023)
  - Ewa Telega, polska aktorka
  - Michal Viewegh, czeski pisarz
  - Jeff Young, amerykański muzyk, kompozytor, członek zespołu Megadeth
- 1963:
  - Tony Cárdenas, amerykański polityk, kongresman
  - Hugo Dietsche, szwajcarski zapaśnik
  - Stephen Tataw, kameruński piłkarz (zm. 2020)
- 1964:
  - Nikołaj Iliew, bułgarski piłkarz
  - Kelly Jones, amerykański tenisista
  - Monique Knol, holenderska kolarka szosowa i torowa
  - Ołeksandr Turczynow, ukraiński ekonomista, polityk, wicepremier, p.o. premiera, przewodniczący Rady Najwyższej i p.o. prezydenta Ukrainy
- 1965:
  - Patty Fendick, amerykańska tenisistka
  - Kevin Greutert, amerykański aktor, reżyser, montażysta i scenarzysta filmowy
  - Jean-Christophe Lafaille, francuski himalaista (zm. 2006)
  - William McNamara, amerykański aktor
  - Roland Orlik, polski skrzypek
  - Piotr Żyżelewicz, polski perkusista, członek zespołów: Armia, Izrael, Voo Voo i 2Tm2,3 (zm. 2011)
- 1966:
  - Roger Black, brytyjski lekkoatleta, średniodystansowiec
  - Tomasz Cebula, polski piłkarz
  - Katarzyna Kanclerz, polska menedżerka i producentka muzyczna
  - Gökhan Keskin, turecki piłkarz
  - Cezary Kwieciński, polski aktor
  - Joakim Nilsson, szwedzki piłkarz
  - Tommy Werner, szwedzki pływak
- 1967:
  - Michaela Bercu, izraelska modelka pochodzenia rumuńskiego
  - Ľubomír Luhový, słowacki piłkarz, trener
  - Agustín Moreno, meksykański tenisista
  - Ryszard Parafianowicz, polski generał brygady
  - Krzysztof Sobejko, polski nauczyciel, samorządowiec, wójt gminy Leżajsk
- 1968:
  - Wsiewołod Czaplin, rosyjski duchowny prawosławny, teolog (zm. 2020)
  - Kimmo Kinnunen, fiński lekkoatleta, oszczepnik
  - Ireneusz Krosny, polski aktor, mim
  - J.R. Reid, amerykański koszykarz
  - César Sampaio, brazylijski piłkarz
  - Brian Tutunick, amerykański muzyk, członek zespołu Marilyn Manson
  - Wes Williams, kanadyjski raper, producent muzyczny, aktor
  - Yang Lan, chińska dziennikarka, prezenterka i producentka telewizyjna, bizneswoman
- 1969:
  - Frédéric Chassot, szwajcarski piłkarz
  - Robert Kostecki, polski zapaśnik, trener i sędzia zapaśniczy
  - Francesco Moriero, włoski piłkarz
  - Ołeksandr Onyszczenko, ukraiński przedsiębiorca, działacz sportowy, polityk
  - Jacek Rozenek, polski aktor, lektor
  - Nyamko Sabuni, szwedzka polityk pochodzenia kongijskiego
  - Steve Smith, amerykański koszykarz
- 1970:
  - Alenka Bratušek, słoweńska polityk, premier Słowenii
  - Stuart Carruthers, australijski hokeista na trawie
  - Damian Drăghici, rumuński muzyk, polityk, eurodeputowany
  - Hiroyuki Miyasako, japoński aktor, komik, piosenkarz
  - Aleh Ramanau, białoruski hokeista, trener
- 1971:
  - Martin Atkinson, angielski sędzia piłkarski
  - Pawieł Bure, rosyjski hokeista
  - Craig McCracken, amerykański animator
  - Ewan McGregor, brytyjski aktor
  - Dorcas Ndasaba, kenijska siatkarka
  - Cristian Petrescu, rumuński polityk
  - Piotr Pniak, polski perkusista, kompozytor, producent muzyczny, pedagog
  - Jeff Singer, brytyjski perkusista, członek zespołów: Paradise Lost i BLAZE
- 1972:
  - Alejandro Amenábar, hiszpański reżyser filmowy
  - Facundo Arana, argentyński aktor
  - Tomasz Kamiński, polski gitarzysta, kompozytor
  - Norbert Mastalerz, polski samorządowiec, wicemarszałek województwa podkarpackiego
- 1973:
  - Borys Lankosz, polski reżyser i scenarzysta filmowy
  - Tomasz Poręba, polski dziennikarz, polityk, eurodeputowany
  - David Vanterpool, amerykański koszykarz
- 1974:
  - Mimi Brănescu, rumuński aktor
  - Otis Hill, amerykański koszykarz
  - Grzegorz Kozłowski, polski urzędnik państwowy, dyplomata
  - Natali, rosyjska piosenkarka, kompozytorka, autorka tekstów
  - Stefan Olsdal, szwedzki basista, członek zespołu Placebo
  - Jani Sievinen, fiński pływak
  - Marco Vicini, włoski siatkarz
- 1975:
  - Toni Gardemeister, fiński kierowca rajdowy
  - Alexander Waske, niemiecki tenisista
- 1976:
  - Anthony B, jamajski wokalista, wykonawca muzyki reggae i dancehall
  - Sébastien Frangolacci, francuski siatkarz
  - Andrzej Kosztowniak, polski samorządowiec, polityk, prezydent Radomia, poseł na Sejm RP
  - Beata Kucharzewska, polska judoczka
  - Josh Saviano, amerykański aktor, prawnik
  - Monique de Wilt, holenderska lekkoatletka, tyczkarka
- 1977:
  - Cal Bowdler, amerykański koszykarz
  - Agata Mańczyk, polska pisarka
  - Garth Tander, australijski kierowca wyścigowy
- 1978:
  - Edmar Castañeda, kolumbijski hatfista jazzowy
  - Siergiej Kuntariew, rosyjski zapaśnik
  - Daniel Mays, brytyjski aktor
  - Maciej Nalepa, polski piłkarz, bramkarz
  - Rafał Nowak, polski nauczyciel, polityk, wicewojewoda świętokrzyski
  - Jérôme Rothen, francuski piłkarz
  - Vivian Schmitt, niemiecka aktorka pornograficzna
  - Tony Yayo, amerykański raper
- 1979:
  - Omri Afek, izraelski piłkarz
  - Tomasz Bajer, polski aktor niezawodowy
  - Jonna Mendes, amerykańska narciarka alpejska
- 1980:
  - Martin Albrechtsen, duński piłkarz
  - Jan Aleksandrowicz-Krasko, polski aktor
  - Malik Joyeux, tahitański surfer (zm. 2005)
  - Edgars Masaļskis, łotewski hokeista
  - Kate Micucci, amerykańska aktorka, piosenkarka, ukulelistka, komik
  - Magdalena Rainczuk, polska judoczka
- 1981:
  - Thomas Chatelle, belgijski piłkarz
  - Lourdes Domínguez Lino, hiszpańska tenisistka
  - Wasyl Fedoryszyn, ukraiński zapaśnik
  - Fanni Juhász, węgierska lekkoatletka, tyczkarka
  - Maarten van der Weijden, holenderski pływak
- 1982:
  - Tal Ben Chajjim, izraelski piłkarz
  - Jay Khan, brytyjski wokalista, członek zespołu US5
  - Agnieszka Maciąg, polska lekkoatletka, młociarka
  - Pjus, polski raper, członek zespołu 2cztery7 (zm. 2022)
  - David Poisson, francuski narciarz alpejski (zm. 2017)
- 1983:
  - Thierry Issiémou, gaboński piłkarz
  - Rienat Mamaszew, rosyjski hokeista
  - Katarzyna Wójcik, polska pięcioboistka nowoczesna
- 1984:
  - Martins Dukurs, łotewski skeletonista
  - Eddie Johnson, amerykański piłkarz
  - Eva Markvoort, kanadyjska blogerka (zm. 2010)
  - Alexis Norambuena, palestyński piłkarz
  - Alberto Junior Rodríguez, peruwiański piłkarz
  - Michał Rokicki, polski pływak (zm. 2021)
- 1985:
  - Jesper Hansen, duński piłkarz, bramkarz
  - Loïc Jacquet, francuski rugbysta
  - Jalmar Sjöberg, szwedzki zapaśnik
  - Jessica Szohr, amerykańska modelka, aktorka
- 1986:
  - Andreas Dober, austriacki piłkarz
  - Paulo Machado, portugalski piłkarz
  - Miloš Nikić, serbski siatkarz
- 1987:
  - Nordin Amrabat, marokański piłkarz
  - Hugo Ayala, meksykański piłkarz
  - Georg Listing, niemiecki basista, członek zespołu Tokio Hotel
  - Adam Nalewajk, polski strongman
  - Seven Lions, amerykański didżej, producent muzyczny
- 1988:
  - Ante Brkić, chorwacki szachista
  - Heather Hamilton, kanadyjska lekkoatletka, tyczkarka
  - DeAndre Liggins, amerykański koszykarz
  - Ernest Sowah, ghański piłkarz, bramkarz
- 1989:
  - Gilles Bettmer, luksemburski piłkarz
  - Wilde-Donald Guerrier, haitański piłkarz
  - Patrycja Kulwińska, polska piłkarka ręczna
  - Liu Zige, chińska pływaczka
  - Pablo Piatti, argentyński piłkarz
- 1990:
  - Anna Bańkowska, polska lekkoatletka, biegaczka długodystansowa
  - Jemma Lowe, brytyjska pływaczka
  - Sandra Roma, szwedzka tenisistka
  - Tommy Smith, nowozelandzki piłkarz pochodzenia angielskiego
  - Monika Šmitalová, słowacka siatkarka
  - Mateusz Wilusz, polski hokeista
- 1991:
  - Eric Davis, panamski piłkarz
  - Ahmet Karataş, turecki siatkarz
  - Tevita Kuridrani, australijski rugbysta pochodzenia fidżyjskiego
  - Donata Leśnik, polska piłkarka
  - Maximiliano Prudenzano, argentyński zapaśnik
  - Rodney Sneijder, holenderski piłkarz
  - Anna Trener-Wierciak, polska lekkoatletka, skoczkini w dal, paraolimpijka
- 1992:
  - Caitlin Carver, amerykańska aktorka
  - Odisnel Cooper, kubański piłkarz, bramkarz
  - Henri Laaksonen, szwajcarski tenisista pochodzenia fińskiego
  - Christian Mathenia, niemiecki piłkarz, bramkarz
- 1993:
  - Matwiej Jelisiejew, rosyjski biathlonista
  - Musa Jewłojew, rosyjski zapaśnik
  - Molly Meech, nowozelandzka żeglarka sportowa
  - Jacob Murillo, ekwadorski piłkarz
  - Ryan Murphy, kanadyjski hokeista
  - Eugenia Nosach, argentyńska siatkarka
  - Krista Vansant, amerykańska siatkarka
  - Connor Wickham, angielski piłkarz
- 1994:
  - Marco Bueno, meksykański piłkarz
  - Donatas Kazlauskas, litewski piłkarz
  - Dominika Kryszczyńska, polska aktorka
  - Tomas Rousseaux, belgijski siatkarz
  - David Zabolotny, polski hokeista, bramkarz
- 1995:
  - Amar Alibegović, bośniacki koszykarz
  - Bohdan Błyzniuk, ukraiński koszykarz
  - Jesica Fitriana, indonezyjska modelka, aktorka
  - Mourad Laachraoui, belgijski taekwondzista pochodzenia marokańskiego
  - Anna Magnusson, szwedzka biathlonistka
  - Anna Márton, węgierska szablistka
  - Jakub Motylewski, polski koszykarz
  - Angelika Stankiewicz, polska koszykarka
- 1996:
  - Artem Biesiedin, ukraiński piłkarz
  - Liza Koshy, amerykańska aktorka, youtuberka
  - Riley Lachance, amerykański koszykarz
  - Cogt-Ocziryn Namuunceceg, mongolska zapaśniczka
- 1997:
  - Kristine Anigwe, amerykańska koszykarka pochodzenia nigeryjskiego
  - Michał Kolenda, polski koszykarz
- 1998:
  - Raisa Musina, rosyjska koszykarka
  - Marko Nikolić, serbski piłkarz
- 1999:
  - Onuralp Bitim, turecki koszykarz
  - Adam Chrzanowski, polski piłkarz
  - Tereza Jančová, słowacka narciarka alpejska
  - Aleksandra Michalik, polska snowboardzistka
  - Jens Odgaard, duński piłkarz
  - Brooke Scullion, irlandzka piosenkarka
  - Denys Strekalin, ukraińsko-francuski łyżwiarz figurowy
  - Ballou Tabla, kanadyjski piłkarz pochodzenia iworyjskiego
  - Japhet Tanganga, angielski piłkarz pochodzenia kongijskiego
- 2000:
  - Giulian Biancone, francuski piłkarz
  - Kamila Borkowska, polska biegaczka narciarska
  - Lars Lukas Mai, niemiecki piłkarz
  - Anna Makurat, polska koszykarka
- 2001:
  - Uładzisłau Dawyskiba, białoruski siatkarz
  - James Wiseman, amerykański koszykarz
- 2002 – Walter Pati, piłkarz z Samoa Amerykańskiego
- 2003:
  - Koussay Ben Ghares, tunezyjski judoka
  - Miano van den Bos, tanzański piłkarz
  - Igor Matanović, chorwacki piłkarz
- 2004:
  - Samson Baidoo, austriacki piłkarz pochodzenia ghańskiego
  - Ozan Baris, amerykański tenisista
  - Alex Luna, argentyński piłkarz
- 2005 – Reed Baker-Whiting, amerykański piłkarz
- 2006 – Joab Gutiérrez, nikaraguański piłkarz
- 2013 – Sofía Otero, hiszpańska aktorka dziecięca

## Zmarli
- 32 p.n.e. – Attyk, rzymski pisarz, historyk, przedsiębiorca, wydawca (ur. 109 p.n.e.)
- 1242 – Paweł II, polski duchowny katolicki, biskup poznański (ur. ?)
- 1251 – Wilhelm z Modeny, włoski kardynał (ur. ok. 1184)
- 1340 – Iwan I Kalita, książę moskiewski i wielki książę włodzimierski (ur. 1288)
- 1403 – Hugues de Saint-Martial, francuski kardynał (ur. ?)
- 1461 – Jonasz, metropolita Moskwy i Rusi, święty prawosławny (ur. ?)
- 1462 – Izydor II Ksantopulos, ekumeniczny patriarcha Konstantynopola (ur. ?)
- 1493 – Martín Alonso Pinzón, hiszpański żeglarz, podróżnik (ur. 1441)
- 1525 – Rene Sabaudzki, francuski arystokrata, wojskowy (ur. 1473)
- 1537 – Benedykt Wiktorowski, polski szlachcic, polityk (ur. ok. 1470)
- 1547 – Franciszek I Walezjusz, król Francji (ur. 1494)
- 1567 – Filip Wielkoduszny, landgraf Hesji (ur. 1504)
- 1616 – Jan Adolf, książę szlezwicko-holsztyński na Gottorp, administrator arcybiskupstwa Bremy, książę-biskup Lubeki (ur. 1575)
- 1621 – Filip III Habsburg, król Hiszpanii i jako Filip II król Portugalii (ur. 1578)
- 1624 – Jan Kuczborski, polski duchowny katolicki, biskup chełmiński (ur. ok. 1572)
- 1631 – John Donne, angielski poeta (ur. 1572)
- 1644 – Mikołaj Kiszka, polski szlachcic, polityk (ur. ?)
- 1646 – Mateusz III, patriarcha Koptyjskiego Kościoła Ortodoksyjnego (ur. ?)
- 1652 – Giulio Strozzi, włoski poeta (ur. 1583)
- 1671 – Anna Hyde, księżna Yorku (ur. 1637)
- 1702 – Filippo Giannetto, włoski malarz (ur. 1640)
- 1703 – Johann Christoph Bach I, niemiecki kompozytor (ur. 1642)
- 1716 – Kandyd Kazimierz Potocki, polski duchowny katolicki, prowincjał polskiej prowincji zakonu augustianów (ur. ok. 1656)
- 1722 – Eberhard von Danckelman, brandenburski polityk (ur. 1643)
- 1724 – Zofia Sachsen-Weißenfels, księżna Anhaltu-Zerbst (ur. 1654)
- 1725 – Henry Boyle, brytyjski arystokrata, polityk (ur. 1669)
- 1727 – Isaac Newton, brytyjski fizyk, astronom, matematyk, historyk, filozof, alchemik, badacz Biblii (ur. 1643)
- 1751 – Fryderyk Ludwik, książę Walii (ur. 1707)
- 1659 – Achacy Corell (starszy), polski drukarz, wydawca (ur. 1621)
- 1763 – Marco Foscarini, doża Wenecji (ur. 1696)
- 1765 – Anna Konstancja Cosel, hrabina niemiecka (ur. 1680)
- 1785 – Antoni Tyzenhauz, polski polityk, przedsiębiorca (ur. 1733)
- 1797 – Olaudah Equiano, nigeryjski pisarz (ur. 1745)
- 1800 – Feliks Paweł Turski, polski duchowny katolicki, biskup chełmski, łucki i krakowski (ur. 1729)
- 1816 – Jean-François Ducis, francuski dramatopisarz, poeta (ur. 1733)
- 1821 – Gabriel (Bănulescu-Bodoni), rumuński duchowny prawosławny, metropolita kiszyniowski i chocimski (ur. 1746)
- 1832 – Antoni Brodowski, polski malarz (ur. 1784)
- 1837 – John Constable, brytyjski malarz (ur. 1776)
- 1841 – Eduard Gurk, austriacki malarz (ur. 1801)
- 1848 – Tadeusz Brodowski, polski malarz (ur. 1821)
- 1850 – Giuseppe Giusti, włoski poeta (ur. 1809)
- 1851 – Karl Ditters von Dittersdorf, niemiecki duchowny i teolog katolicki, pedagog (ur. 1793)
- 1852:
  - Jacques-Joseph Ebelmen, francuski chemik, wykładowca akademicki (ur. 1814)
  - Tytus Leśniewicz, polski ziemianin, uczestnik powstania listopadowego (ur. 1808)
- 1853:
  - Andrés Navarte, wenezuelski prawnik, polityk, prezydent Wenezueli (ur. 1781)
  - Maximilian Josef von Sommerau-Beeckh, czeski duchowny katolicki, arcybiskup ołomuniecki, kardynał, polityk (ur. 1769)
- 1855 – Charlotte Brontë, brytyjska pisarka (ur. 1816)
- 1856 – Milota Zdirad Polák, czeski generał dywizji, wykładowca akademicki, poeta (ur. 1788)
- 1859 – Martin Hamuljak, słowacki prawnik, językoznawca, wydawca, redaktor (ur. 1789)
- 1861 – Ludwik Bartłomiej Lemański, polski ziemianin, kapitan (ur. 1788)
- 1864 – Ludwik Jabłonowski, polski ziemianin, urzędnik i dyplomata austriacki (ur. 1784)
- 1865 – August Kunzek, czeski fizyk, wykładowca akademicki (ur. 1795)
- 1867 – August Maximilian Myhrberg, szwedzki major (ur. 1797)
- 1869 – Allan Kardec, francuski naukowiec, teoretyk i kodyfikator spirytyzmu (ur. 1804)
- 1870:
  - Antoni Zygmunt Helcel, polski historyk prawa, wykładowca akademicki, wydawca, polityk, uczestnik powstania listopadowego pochodzenia niemieckiego (ur. 1808)
  - Johann Anton Ernst von Schaffgotsche, austriacki duchowny katolicki, biskup pomocniczy ołomuniecki, biskup brneński (ur. 1804)
- 1872:
  - Samuel Henry Dickson, amerykański lekarz, pedagog, prozaik, poeta (ur. 1798)
  - Ignacy (Żelezowski), rosyjski biskup prawosławny (ur. 1802)
- 1875 – Karol Ruprecht, polski działacz patriotyczny i społeczny, uczestnik powstania styczniowego (ur. 1821)
- 1876 – Jurij Samarin, rosyjski historyk, publicysta, działacz społeczny (ur. 1819)
- 1878 – Seweryn Gałęzowski, polski lekarz, chirurg, uczestmik powstania listopadowego, działacz społeczno-polityczny (ur. 1801)
- 1880 – Henryk Wieniawski, polski skrzypek, wirtuoz, kompozytor, pedagog (ur. 1835)
- 1885 – Franz Abt, niemiecki kompozytor, kapelmistrz, wolnomularz (ur. 1819)
- 1886 – Edward Douglas-Pennant, brytyjski arystokrata, polityk (ur. 1800)
- 1888 – Jean-Marie Guyau, francuski filozof, etyk, poeta (ur. 1854)
- 1891 – Granville Leveson-Gower, brytyjski arystokrata, polityk (ur. 1815)
- 1894:
  - Pawieł Jabłoczkow, rosyjski elektrotechnik, inżynier, wynalazca (ur. 1847)
  - William Robertson Smith, szkocki filolog, archeolog (ur. 1846)
- 1898 – Eleonora Marks, niemiecka socjalistka, tłumaczka (ur. 1855)
- 1900 – Charles H. Gibson, amerykański prawnik, polityk (ur. 1842)
- 1901 – John Stainer, brytyjski kompozytor, organista, muzykolog (ur. 1840)
- 1902 – Alexander Walker Ogilvie, kanadyjski wojskowy, przedsiębiorca, polityk, filantrop (ur. 1829)
- 1903 – Wacław Wyrobek, polski prawnik, adwokat, polityk (ur. 1835)
- 1907 – Léo Taxil, francuski pisarz, dziennikarz (ur. 1854)
- 1908:
  - Charles Barbier de Meynard, francuski językoznawca-orientalista, wykładowca akademicki (ur. 1926)
  - Konstanty Wiszniewski, polski ziemianin, farmaceuta (ur. 1839)
- 1912 – Johannes Uebinger, niemiecki filozof, wykładowca akademicki (ur. 1854)
- 1913 – J.P. Morgan, amerykański finansista, przedsiębiorca (ur. 1837)
- 1914:
  - Paweł Chrzanowski, polski generał lejtnant armii rosyjskiej, prawnik, pedagog (ur. 1846)
  - Hubert von Herkomer, brytyjski malarz, kompozytor, pionier techniki filmowej pochodzenia niemieckiego (ur. 1871)
  - Christian Morgenstern, niemiecki poeta, prozaik (ur. 1849)
  - Timothy Daniel Sullivan, irlandzki nacjonalista, polityk, prozaik, poeta, dziennikarz (ur. 1827)
- 1915:
  - Wyndham Halswelle, brytyjski lekkoatleta, sprinter i średniodystansowiec (ur. 1882)
  - Michał Korpal, polski rzeźbiarz (ur. 1854)
- 1917 – Emil Adolf von Behring, niemiecki bakteriolog, wykładowca akademicki, laureat Nagrody Nobla (ur. 1854)
- 1920:
  - Hector Hodler, szwajcarski esperantysta (ur. 1887)
  - Lothar von Trotha, niemiecki generał piechoty (ur. 1848)
- 1921:
  - Kazimierz Grudzielski, polski generał dywizji (ur. 1856)
  - Wenanty Katarzyniec, polski franciszkanin, czcigodny Sługa Boży (ur. 1889)
- 1923 – Franciszek Opydo, polski lekarz, polityk (ur. 1856)
- 1924:
  - Nilo Peçanha, brazylijski polityk, wiceprezydent i prezydent Brazylii (ur. 1867)
  - Czesław Pobóg-Prusinowski, polski kapitan saperów, działacz niepodległościowy (ur. 1893)
- 1925 – Tadeusz Tertil, polski prawnik, polityk (ur. 1864)
- 1927:
  - Kang Youwei, chiński filozof, kaligraf, publicysta, reformator polityczny (ur. 1858)
  - Vicente March, hiszpański malarz (ur. 1859)
- 1928:
  - Gustave Ador, szwajcarski polityk, prezydent Szwajcarii (ur. 1845)
  - Aleksander Pereświet-Sołtan, polski kapitan artylerii (ur. 1896)
- 1929 – Brander Matthews, amerykański literaturoznawca, teatrolog (ur. 1852)
- 1930 – Emil Krebs, niemiecki poliglota (ur. 1867)
- 1931 – Valeska Röver, niemiecka malarka (ur. 1849)
- 1932 – Franciszek Sokal, polski inżynier, polityk, minister pracy i opieki społecznej, dyplomata (ur. 1881)
- 1933:
  - Baltasar Brum, urugwajski polityk, prezydent Urugwaju (ur. 1883)
  - Antoni Pudłowski, polski kapitan piechoty (ur. 1894)
- 1934:
  - Franziskus Ehrle, niemiecki kardynał (ur. 1845)
  - Lucjan Wędrychowski, polski malarz (ur. 1854)
- 1935 – Izydor Brejski, polski działacz ludowy, polityk, poseł na Sejm RP (ur. 1872)
- 1936 – Iwan Selezniow, ukraiński malarz (ur. 1856)
- 1937:
  - Ahmed İzzet Pasza, osmański generał, wielki wezyr pochodzenia albańskiego (ur. 1864)
  - Bolesław Kołtoński, polski urzędnik, uczestnik powstania styczniowego (ur. 1845)
- 1938 – Willem Kloos, holenderski poeta, krytyk literacki (ur. 1859)
- 1939:
  - Johan Petter Åhlén, szwedzki przedsiębiorca, curler (ur. 1879)
  - Anton Gubienko, radziecki pułkownik pilot (ur. 1908)
  - Serhij Jefremow, ukraiński dziennikarz, historyk literatury, krytyk literacki, aktywista polityczny, urzędnik, członek akademii naukowych (ur. 1876)
- 1940:
  - Gustaw Beylin, polski prawnik, adwokat, literat, publicysta pochodzenia żydowskiego (ur. 1889)
  - Osyp Nazaruk, ukraiński adwokat, pisarz, dziennikarz, publicysta, działacz społeczny i polityczny (ur. 1883)
- 1941:
  - Lujo Bakotić, serbski prawnik, publicysta, leksykograf, tłumacz, dyplomata (ur. 1867)
  - Iwan Krasnowski, bułgarski prawnik, polityk (ur. 1882)
  - Antoni Kresa, polski duchowny katolicki, uczestnik konspiracji antynazistowskiej (ur. 1895)
  - Witold Wilkosz, polski matematyk, fizyk, filozof, orientalista, wykładowca akademicki (ur. 1891)
- 1942:
  - Henryk Bekker, polski inżynier, działacz społeczny i polityczny pochodzenia żydowskiego (ur. 1886)
  - Otton Mieczysław Żukowski, polski kompozytor (ur. 1867)
- 1943:
  - Adam Marian Bratro, polski inżynier, działacz społeczny i niepodległościowy (ur. ?)
  - Aureli Drogoszewski, polski krytyk i historyk literatury (ur. 1863)
  - Juliusz Dzierżanowski, polski architekt (ur. 1873)
  - Pawieł Milukow, rosyjski historyk, publicysta, polityk, emigrant (ur. 1859)
  - Joseph Casimir Plagens, amerykański duchowny katolicki, biskup Grand Rapids pochodzenia polskiego (ur. 1880)
  - Leon Pomirowski, polski krytyk literacki (ur. 1891)
- 1944:
  - Johannes Greber, niemiecki spirytysta, bioenergoterapeuta (ur. 1874)
  - Thomas Lyle, australijski naukowiec, zawodnik i sędzia rugby union, działacz sportowy pochodzenia irlandzkiego (ur. 1860)
  - Mychajło Pohotowko, ukraiński wojskowy (ur. 1891)
- 1945:
  - Hans Fischer, niemiecki chemik, laureat Nagrody Nobla (ur. 1881)
  - Maria (Skobcowa), rosyjska mniszka prawosławna, poetka, działaczka społeczna, święta (ur. 1891)
- 1946 – Feliks Andrzejewski, polski polityk, samorządowiec, poseł na Sejm RP, żołnierz AK i WiN, rzemieślnik (ur. 1889)
- 1948 – Egon Erwin Kisch, czeski dziennikarz, publicysta (ur. 1885)
- 1949 – Zygmunt Fedorski, polski architekt (ur. 1883)
- 1950 – Karl Birnbaum, amerykański psychiatra, neurolog pochodzenia niemieckiego (ur. 1878)
- 1951 – Albert Sherbourne Le Souef, australijski zoolog (ur. 1877)
- 1952 – Walter Schellenberg, niemiecki funkcjonariusz nazistowski, szef Sicherheitsdienst (ur. 1910)
- 1953 – Władysław Jahl, polski malarz, grafik, scenograf (ur. 1886)
- 1956 – Ralph DePalma, włosko-amerykański kierowca wyścigowy (ur. 1882)
- 1957:
  - Kyösti Järvinen, fiński ekonomista, polityk (ur. 1869)
  - Gene Lockhart, kanadyjski aktor, piosenkarz (ur. 1891)
- 1958:
  - Stefan Jarosz, polski geograf, wykładowca akademicki, podróżnik, taternik (ur. 1903)
  - Jan Edmund Reyman, polski prawnik, wykładowca akademicki, księgowy (ur. 1885)
- 1959 – Gleb Krżyżanowski, radziecki inżynier elektryk, polityk (ur. 1872)
- 1960:
  - Robert Eyssen, niemiecki kontradmirał (ur. 1892)
  - Jan Wedel, polski przedsiębiorca (ur. 1874)
- 1961 – Paul Landowski, francuski rzeźbiarz pochodzenia polskiego (ur. 1875)
- 1962 – Leopold Wojak, polski duchowny ewangelicko-augsburski (ur. 1867)
- 1963:
  - Aleksandra Piłsudska, polska działaczka niepodległościowa, druga żona Józefa (ur. 1882)
  - Janusz Prądzyński, polski rotmistrz, dziennikarz (ur. 1911)
  - Zdzisław Wilusz, polski profesor nauk leśnych, żołnierz AK (ur. 1906)
- 1964 – Seweryn Ludkiewicz, polski polityk, minister rolnictwa i dóbr państwowych (ur. 1882)
- 1965 – Hugo Henry Riemer, amerykański działacz religijny, członek Ciała Kierowniczego Świadków Jehowy (ur. 1879)
- 1966 – Janina Morska, polska aktorka (ur. 1893)
- 1967:
  - Don Alvarado, amerykański aktor filmowy (ur. 1904)
  - Rodion Malinowski, radziecki dowódca wojskowy, marszałek ZSRR (ur. 1898)
  - Franciszek Parcer, polski pedagog, działacz samorządowy, społeczny i oświatowy (ur. 1904)
- 1968:
  - Bolesław Drobner, polski polityk (ur. 1883)
  - Eivar Widlund, szwedzki piłkarz, bramkarz (ur. 1905)
  - Christen Wiese, norweski żeglarz sportowy (ur. 1876)
- 1969 – Mikoła Szczahłou-Kulikowicz, białoruski śpiewak, dyrygent, kompozytor, folklorysta, publicysta, emigrant (ur. 1896)
- 1970 – Siemion Timoszenko, radziecki dowódca wojskowy, marszałek ZSRR (ur. 1895)
- 1971 – Michael Browne, irlandzki kardynał (ur. 1887)
- 1972:
  - Ramón Iglesias i Navarri, hiszpański duchowny katolicki biskup Seo de Urgel i współksiążę episkopalny Andory (ur. 1889)
  - Hana Mašková, czeska łyżwiarka figurowa (ur. 1949)
- 1973 – Ota Pavel, czeski pisarz, dziennikarz sportowy (ur. 1930)
- 1974:
  - Karl Hohmann, niemiecki piłkarz, trener (ur. 1908)
  - Bolesław Konieczniak, polski rewolucjonista, działacz socjalistyczny i komunistyczny (ur. 1890)
- 1975:
  - Andrzej Klisiecki, polski fizjolog, wykładowca akademicki (ur. 1895)
  - Virginio Rosetta, włoski piłkarz, trener (ur. 1902)
  - Leslie White, amerykański antropolog, wykładowca akademicki (ur. 1900)
- 1976 – Paul Strand, amerykański fotograf, reżyser (ur. 1890)
- 1978:
  - Charles Best, kanadyjski fizjolog (ur. 1899)
  - Imre Rajczy, węgierski szablista (ur. 1911)
- 1980:
  - Vladimír Holan, czeski poeta, tłumacz (ur. 1905)
  - Jesse Owens, amerykański lekkoatleta, sprinter i skoczek w dal (ur. 1913)
- 1981:
  - Imre Gellért, węgierski gimnastyk (ur. 1888)
  - Stanisław Ujejski, polski generał brygady obserwator (ur. 1891)
- 1982:
  - Bakir Dawlatow, radziecki starszy sierżant (ur. 1915)
  - Joe Dundee, amerykański bokser (ur. 1903)
  - Marian Górski, polski lekarz, polityk, poseł na Sejm PRL (ur. 1910)
  - Pone Kingpetch, tajski bokser (ur. 1935)
  - Maria Misińska, polska etnografka, muzelniczka (ur. 1908)
  - Zygmunt Polak, polski pułkownik dyplomowany piechoty, działacz niepodległościowy (ur. 1896)
  - Marek Rakowski, polski pisarz, tłumacz, wydawca pochodzenia żydowskiego (ur. 1890)
- 1983:
  - Stanisław Bańkowski, polski dziennikarz, publicysta (ur. 1910)
  - Gerard Fairlie, brytyjski bobsleista, pisarz, scenarzysta filmowy (ur. 1899)
  - Michaił Rumiancew, rosyjski artysta cyrkowy, klaun, aktor (ur. 1901)
- 1984:
  - Manuel Arce, peruwiański koszykarz (ur. 1909)
  - Uroš Kraigher, słoweński publicysta, tłumacz, redaktor (ur. 1909)
  - Zygmunt Łakomiec, polski ekonomista, polityk, minister handlu wewnętrznego i usług (ur. 1936)
  - Sante Portalupi, włoski duchowny katolicki, arcybiskup, nuncjusz apoatolski (ur. 1909)
  - Ryszard Sobok, polski masowy morderca (ur. 1951)
- 1986:
  - Maciej Kononowicz, polski pisarz, tłumacz (ur. 1912)
  - Paulus Rusch, austriacki duchowny katolicki, administrator apostolski Innsbruck-Feldkirch i biskup Innsbrucka (ur. 1903)
  - Jan Karol Wende, polski pisarz, publicysta, krytyk literacki, polityk, wicemarszałek Sejmu PRL (ur. 1910)
- 1988 – William McMahon, australijski polityk, premier Australii (ur. 1908)
- 1989 – Jerzy Niemojewski, polski poeta, tłumacz (ur. 1918)
- 1990:
  - Jerzy Ablewicz, polski duchowny katolicki, biskup tarnowski (ur. 1919)
  - John Hawkes, australijski tenisista (ur. 1899)
- 1992 – Zenon Różycki, polski koszykarz (ur. 1913)
- 1993:
  - Brandon Lee, amerykański aktor pochodzenia chińskiego (ur. 1965)
  - José María Lemus, salwadorski podpułkownik, polityk, prezydent Salwadoru (ur. 1911)
  - Chip Mead, amerykański kierowca wyścigowy (ur. 1950)
  - Mitchell Parish, amerykański pisarz, autor tekstów piosenek (ur. 1900)
  - Nicanor Zabaleta, baskijski harfista (ur. 1907)
- 1994:
  - Léon Degrelle, belgijski polityk (ur. 1906)
  - Medea Dżaparidze, gruzińska aktorka (ur. 1923)
  - Henri Gouhier, francuski historyk filozofii i teoretyk teatru, wykładowca akademicki (ur. 1898)
  - Ralph K. James, amerykański kontradmirał (ur. 1906)
- 1995:
  - Robert Annis, amerykański piłkarz (ur. 1928)
  - Gustaf Adolf Boltenstern, szwedzki jeździec sportowy (ur. 1904)
  - Eufrozyn Sagan, polski paleobotanik, muzealnik (ur. 1916)
  - Selena, amerykańska piosenkarka pochodzenia meksykańskiego (ur. 1971)
  - Jelisiej Sinicyn, radziecki generał-major KGB, dyplomata (ur. 1909)
- 1996:
  - Nino Borsari, włoski kolarz szosowy i torowy (ur. 1911)
  - Michaił Drużynin, radziecki generał-pułkownik, polityk (ur. 1920)
  - Bernard Lepetit, francuski historyk, wykładowca akademicki (ur. 1948)
  - Josef Vachek, czeski językoznawca, anglista i bohemista, wykładowca akademicki (ur. 1909)
- 1997:
  - Friedrich Hund, niemiecki fizyk (ur. 1896)
  - Lyman Spitzer, amerykański astrofizyk, fizyk teoretyczny (ur. 1914)
- 1998 – Franciszek Ryszka, polski historyk, politolog, prawnik (ur. 1924)
- 2001:
  - David Rocastle, angielski piłkarz (ur. 1967)
  - Clifford Shull, amerykański fizyk, laureat Nagrody Nobla (ur. 1915)
- 2002 – Rafael Chwoles, polski malarz, grafik pochodzenia żydowskiego (ur. 1913)
- 2003:
  - Harold Scott MacDonald Coxeter, kanadyjski matematyk, wykładowca akademicki pochodzenia brytyjskiego (ur. 1907)
  - Anne Gwynne, amerykańska aktorka (ur. 1918)
  - Tommy Seebach, duński piosenkarz, kompozytor, producent, organista, pianista (ur. 1949)
  - Fermín Vélez, hiszpański kierowca wyścigowy (ur. 1959)
- 2004:
  - Andrzej Adamus, polski wydawca (ur. 1949)
  - Jerzy Bolikowski, polski inżynier, elektrotechnik, wykładowca akademicki (ur. 1940)
  - Hedi Lang, szwajcarska polityk (ur. 1931)
  - Józef Łobocki, polski trener piłkarski (ur. 1946)
  - John Warburton Paul, brytyjski wojskowy, urzędnik kolonialny (ur. 1916)
  - Vincenzo Savio, włoski duchowny katolicki, biskup Belluno-Feltre (ur. 1944)
- 2005:
  - Milorad Knežević, serbski szachista (ur. 1936)
  - Terri Schiavo, amerykańska pacjentka (ur. 1963)
  - Naum (Szotlew), bułgarski biskup prawosławny (ur. 1926)
- 2006:
  - Florian Krygier, polski trener piłkarski, działacz sportowy (ur. 1907)
  - Jackie McLean, amerykański muzyk, kompozytor, saksofonista (ur. 1931)
  - Jerzy Serczyk, polski historyk, wykładowca akademicki (ur. 1927)
- 2007 – Bogusław Rybski, polski harcmistrz (ur. 1922)
- 2008:
  - Jules Dassin, amerykański reżyser filmowy (ur. 1911)
  - Halszka Osmólska, polski paleontolog (ur. 1930)
- 2009:
  - Raúl Alfonsín, argentyński polityk, prezydent Argentyny (ur. 1927)
  - Enea Masiero, włoski piłkarz, trener (ur. 1933)
- 2011:
  - Jacques Amir, izraelski polityk (ur. 1933)
  - Gil Clancy, amerykański trener i menedżer bokserski (ur. 1922)
  - Claudia Heill, austriacka judoczka (ur. 1982)
  - Zuzanna Stromenger, polska biolog, uczestniczka powstania warszawskiego (ur. 1925)
  - Jerzy Tomaszewski, polski dziennikarz (ur. 1932)
- 2012:
  - Judith Adams, australijska polityk (ur. 1943)
  - Kornel Gibiński, polski lekarz, profesor nauk medycznych, internista, gastroenterolog, farmakolog kliniczny, filozof medycyny (ur. 1915)
  - Władysław Polański, polski generał dywizji (ur. 1924)
  - Halbert White, amerykański ekonomista (ur. 1950)
- 2013:
  - Charles Brand, francuski duchowny katolicki, arcybiskup Strasburga (ur. 1920)
  - Ronnie Ray Smith, amerykański lekkoatleta, sprinter (ur. 1949)
  - Mieczysław Stępniewski, polski inżynier, konstruktor, wykładowca akademicki (ur. 1919)
- 2014:
  - Władysław Filipowiak, polski historyk, archeolog, wykładowca akademicki (ur. 1926)
  - Frankie Knuckles, amerykański didżej, producent muzyczny (ur. 1955)
- 2015:
  - Billy Butler, amerykański wokalista soulowy (ur. 1945)
  - Bernard Piotrowski, polski historyk, skandynawista, wykładowca akademicki (ur. 1939)
  - Philip Potter, dominicki duchowny protestancki, sekretarz generalny Światowej Rady Kościołów (ur. 1921)
- 2016:
  - Béla Biszku, węgierski polityk komunistyczny (ur. 1921)
  - Giorgio Calabrese, włoski autor tekstów piosenek (ur. 1929)
  - Ronnie Corbett, szkocki aktor, komik (ur. 1930)
  - Georges Cottier, szwajcarski dominikanin, kardynał (ur. 1922)
  - Hans-Dietrich Genscher, niemiecki prawnik, polityk, dyplomata (ur. 1927)
  - Zaha Hadid, brytyjska architekt (ur. 1950)
  - Imre Kertész, węgierski pisarz, laureat Nagrody Nobla (ur. 1929)
- 2017:
  - Gilbert Baker, amerykański grafik, działacz na rzecz LGBT (ur. 1951)
  - Irena Doleżal-Nowicka, polska tłumaczka literatury anglojęzycznej (ur. 1923)
  - Erwin Kruk, polski prozaik, poeta, polityk, senator RP  (ur. 1941)
  - James Rosenquist, amerykański malarz (ur. 1933)
- 2018:
  - Zdzisław Jaskóła, polski konstruktor, przewodniczący Rady Miejskiej w Katowicach (ur. 1930)
  - Jan Siek, polski rzeźbiarz, wykładowca akademicki (ur. 1936)
- 2019:
  - Jan Bohdan Gliński, polski lekarz, żołnierz AK, uczestnik powstania warszawskiego (ur. 1915)
  - Corrado Hérin, włoski saneczkarz, kolarz górski (ur. 1966)
- 2020:
  - Jan Berner, polski chirurg, samorządowiec, prezydent Pabianic (ur. 1932)
  - Abd al-Halim Chaddam, syryjski polityk, wiceprezydent (ur. 1932)
  - Pape Diouf, senegalski dziennikarz, działacz piłkarski (ur. 1951)
  - Szabolcs Fazakas, węgierski ekonomista, polityk, eurodeputowany (ur. 1947)
  - Raphael Ndingi Mwana’a Nzeki, kenijski duchowny katolicki, arcybiskup Nairobi (ur. 1931)
- 2021:
  - Kamal al-Dżanzuri, egipski ekonomista, polityk, wicepremier, premier Egiptu (ur. 1933)
  - Ursula Happe, niemiecka pływaczka (ur. 1926)
  - Ivan Klajn, serbski filolog, językoznawca (ur. 1937)
  - Izabella Sierakowska, polska filolog, nauczycielka, polityk, poseł na Sejm RP (ur. 1946)
  - Paweł Stefanowski, łemkowski poeta, etnograf, mistrz rzemiosł artystycznych (ur. 1932)
- 2022:
  - Georgi Atanasow, bułgarski polityk komunistyczny, premier Bułgarii (ur. 1933)
  - Rıdvan Bolatlı, turecki piłkarz (ur. 1928)
  - Andrzej Bujakiewicz, polski dyrygent, pedagog (ur. 1939)
  - Zoltán Friedmanszky, węgierski piłkarz, trener (ur. 1934)
  - Francesc Pardo, hiszpański duchowny katolicki, biskup Girony (ur. 1946)
  - Marek Pasionek, polski prawnik, prokurator (ur. 1961)
  - Wasyl Turianczyk, ukraiński piłkarz, trener (ur. 1935)
- 2023:
  - Robert Janik, polski chirurg, taternik, alpinista, naczelnik TOPR (ur. 1941)
  - Jerzy Kuczera, polski aktor (ur. 1951)
  - Asja Łamtiugina, polska aktorka (ur. 1940)
  - Rabbie Namaliu, papuański historyk, polityk, minister spraw zagranicznych, premier Papui-Nowej Gwinei (ur. 1947)
  - Mariusz Prokop, polski piłkarz (ur. 1968)
- 2024:
  - Tadeusz Kusy, polski duchowny katolicki, franciszkanin, biskup Kaga-Bandoro (ur. 1951)
  - Andrzej Mankiewicz, polski lekkoatleta, wieloboista, trener (ur. 1933)
  - Władysław Pałaszewski, polski siatkarz, trener i sędzia siatkarski (ur. 1936)
  - Jerzy Piekarzewski, polski działacz sportowy i społeczny (ur. 1934)
  - Barbara Rush, amerykańska aktorka (ur. 1927)
  - Nijolė Sadūnaitė, litewska zakonnica, dysydentka (ur. 1938)
- 2025:
  - Yves Boisset, francuski reżyser i scenarzysta filmowy (ur. 1939)
  - Stanisław Czachor, polski duchowny katolicki, współzałożyciel Klubu Inteligencji Katolickiej (ur. 1931)
  - Gyula Urbán, węgierski pisarz, reżyser i scenarzysta filmowy (ur. 1938)
  - Betty Webb, brytyjska kryptolożka pracująca w ośrodku w Bletchley Park (ur. 1923)